# Aspalathus linearis

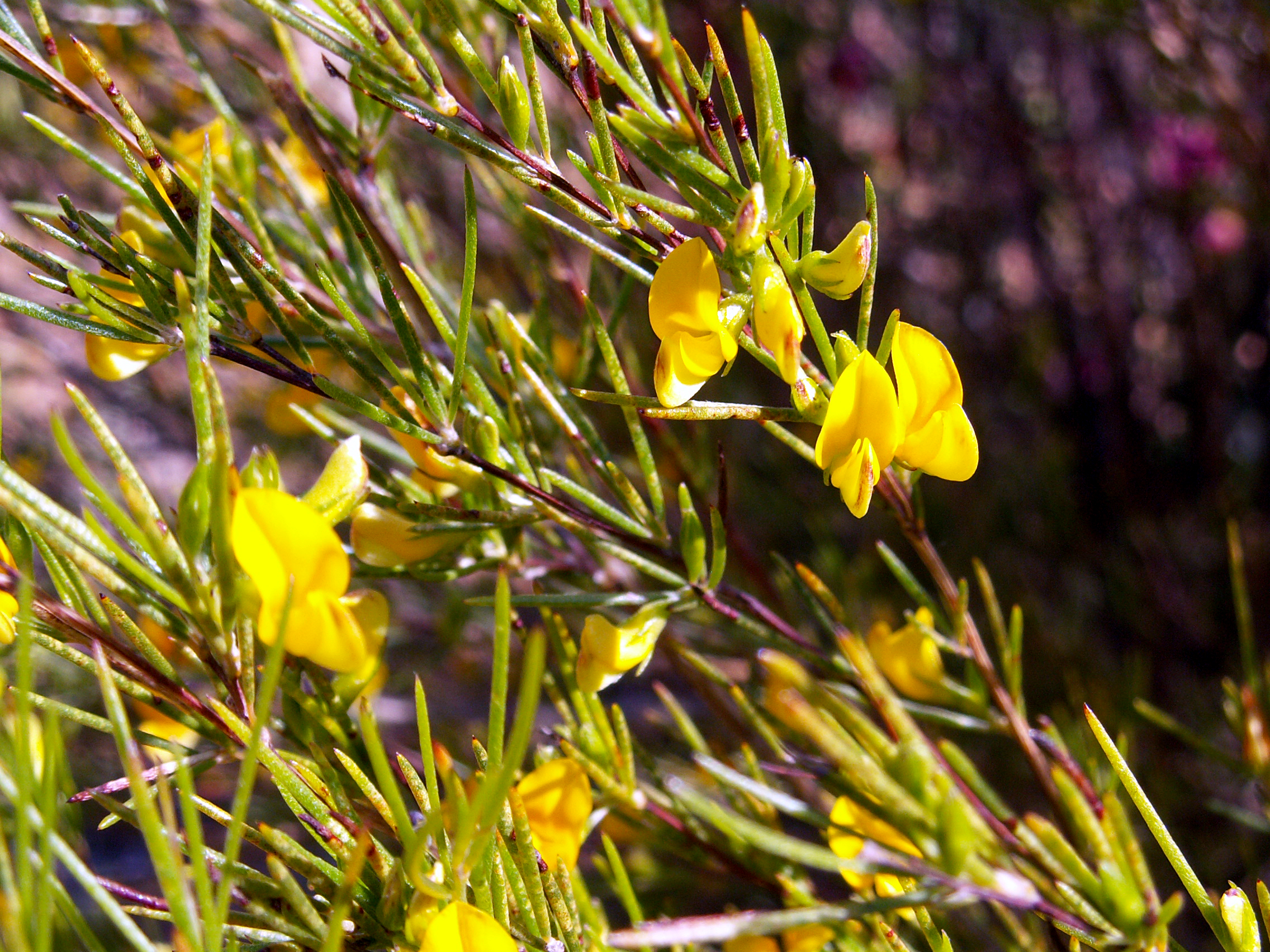
Flores

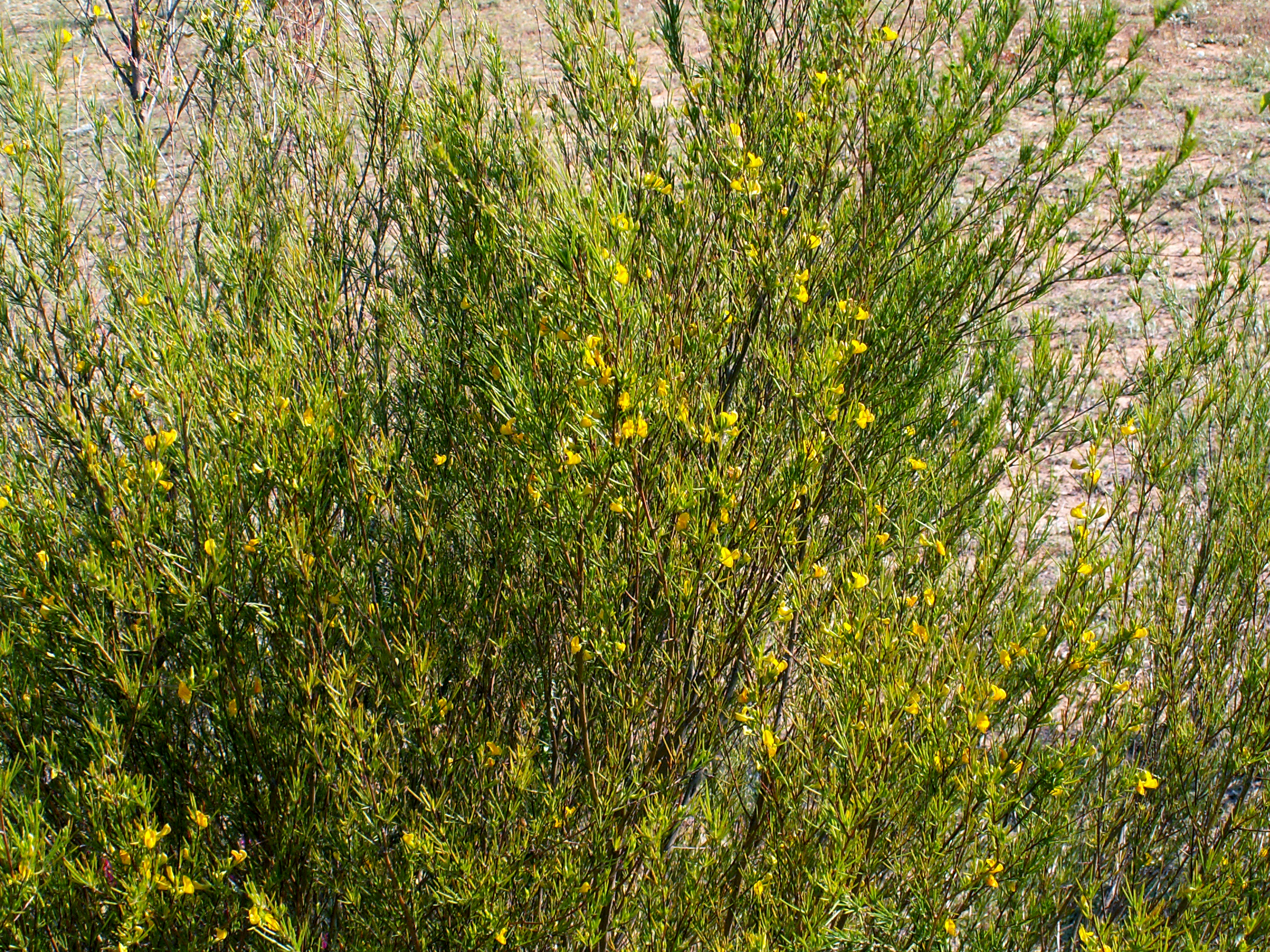
Planta

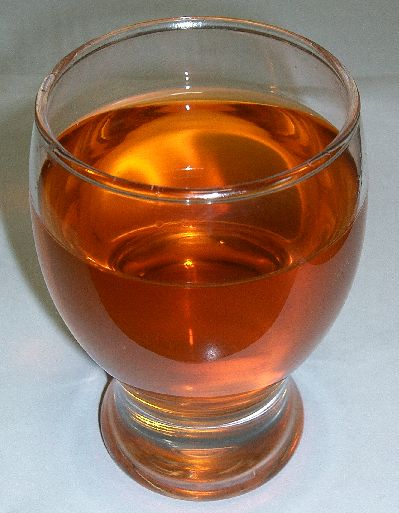
Infusión de rooibos en un vaso

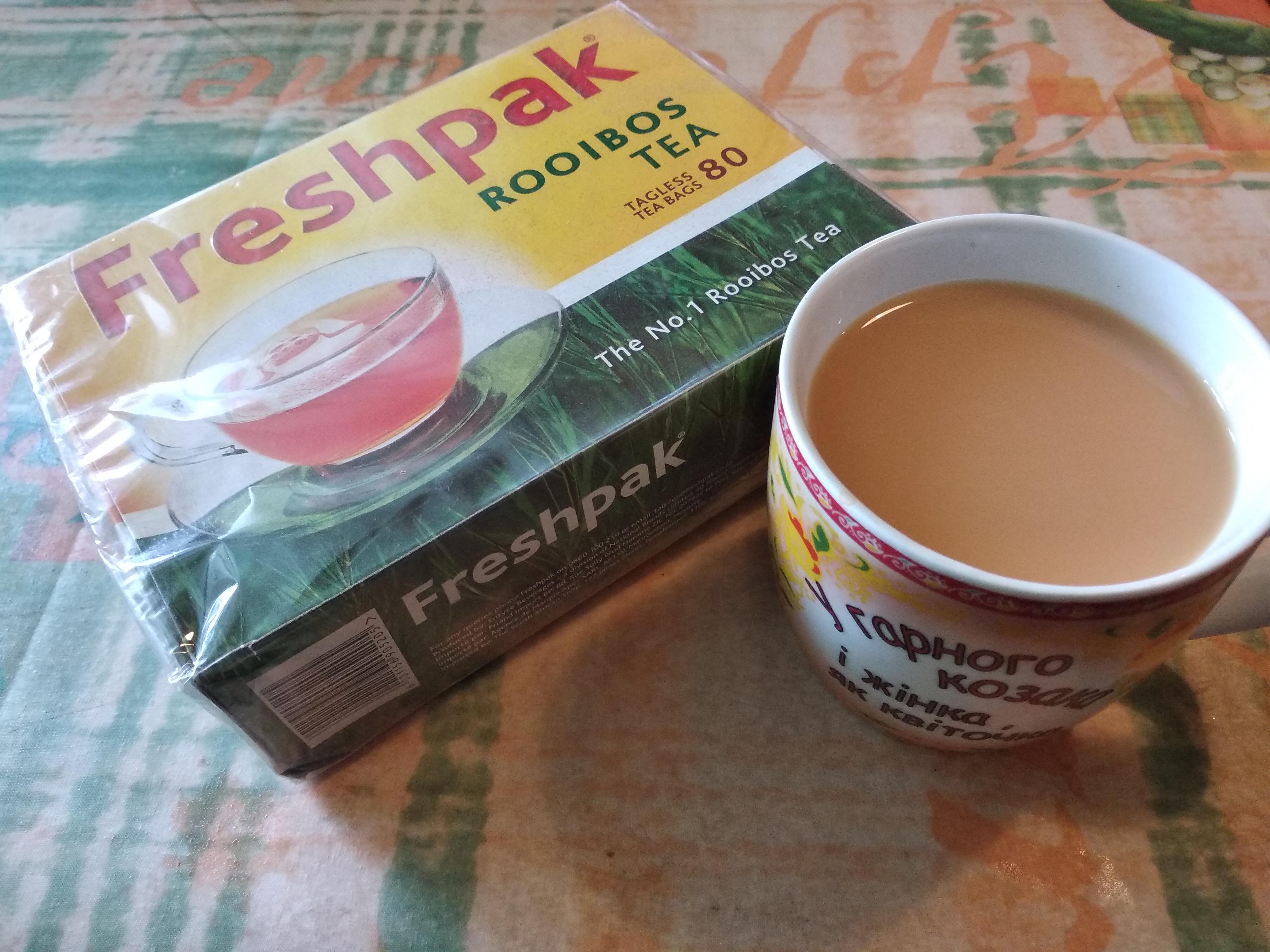
Rooibos con leche

El rooibos (nombre científico Aspalathus linearis) es una planta de origen sudafricano cuyo nombre en afrikáans significa arbusto rojo y se pronuncia «roibos» (ˈroːi̯bɔsⓘ). Es muy popular debido al uso que se hace de sus hojas en preparaciones como infusiones, al que también se le conoce como té rooibos (té rojo sudafricano) pero que no debe confundirse con el té rojo pu-erh, ya que realmente no proviene de la planta del té.

## Características
A. linearis es una especie polimórfica que cuando crece de forma salvaje puede tener diferentes características dependiendo de la región donde se reproduzca. Algunas variedades pueden llegar a medir 30 cm de altura, mientras que otras alcanzan los 2 metros. Las variedades dedicadas al cultivo del té rooibos suelen ser de tamaño medio de 1,5 metros de altura. La planta posee unas flores amarillas de pequeño tamaño que florecen a finales de la primavera o cercano al comienzo del caluroso verano. Cada flor produce una fruta leguminosa. La planta del rooibos se ha adaptado a un suelo pobre en nutrientes y con unas condiciones climáticas calurosas en extremo. La planta se cultiva en el verano, que en la latitud de Sudáfrica se produce por enero. Esta planta no contiene cafeína.

## Producción
La planta del rooibos (familia de las legumbres) se cultiva solamente en la región de Cederberg incluida en la provincia Occidental del Cabo. Incluye a una gran familia que alcanza a más de 200 variedades. Las hojas del árbol se dejan oxidar al sol y se refiere popularmente a este proceso como una fermentación (no se trata técnicamente de una fermentación, se denomina así para hacer una equivalencia con la producción del té). Este proceso oxidativo es el que le proporciona a la planta el sabor y el color 'rojo' característico. Existe igualmente una producción "no fermentada" (es decir no oxidada) que se denomina rooibos verde (pretendiendo hacer una denominación similar con el té verde). Esta variedad se comercializa a un precio mayor que la variedad "fermentada" y posee un color amarillento característico; posee una gran cantidad de polifenoles antioxidantes.
El comienzo del consumo de rooibos se remonta al siglo XVII.

## Usos
La popularización de esta planta es bastante reciente. Fue clasificada científicamente en 1772 por el botánico Carl Thunberg; pero el Dr. Nortier, médico y botánico, fue la primera persona que se dedicó a su estudio en profundidad. Además de contrastar sus propiedades medicinales también experimentó su cultivo, ya que era una planta silvestre que crecía principalmente en las montañas Cederberg. Hoy en día ya la podemos encontrar en más de ciento cuarenta países del mundo. En Sudáfrica se suele tomar mezclado con leche y azúcar. 
La preparación de este "té rojo sudafricano" puede llevar más de cinco minutos de preparación de la infusión, lo que deja una bebida de color rojo (en ocasiones parduzco). En algunas tiendas de  Sudáfrica se comercializa una variedad denominada rooibos espresso que se elabora de forma similar al café expreso.

## Características de la infusión
Con el rooibos se puede elaborar una infusión rojiza de sabor muy agradable que recuerda algo al gusto de las nueces. Es ligeramente dulzón (no contiene azúcar, pero su sabor parece recordarlo).

### Propiedades
A diferencia del té infusionado a partir de hojas de Camellia sinensis, no posee cafeína ni alcaloides similares, por lo que pueden tomarla tanto niños como gente con problemas de hipertensión. En algunos casos, se han realizado investigaciones en laboratorio sobre el posible uso para inhibir la formación de tumores ligados al cáncer de piel mediante el uso de una pomada de uso tópico con extractos de Rooibos. También se han estudiado sus efectos antimutagénicos.
Algunas de las propiedades populares de la infusión del rooibos son:
- Efecto antioxidante y contra los radicales libres: su aporte de nutrientes antioxidantes como la vitamina C (que se pierde al elaborar la infusión), los flavonoides, la superóxido dismutasa (SOD) y la quercitina  ayudan a combatir los radicales libres  que son los principales responsables del proceso de envejecimiento, del estrés metabólico y de muchas enfermedades.[6][8]

- Problemas de la piel: tiene efecto calmante aplicado tópicamente en problemas de la piel tales como la dermatitis por pañal, el eccema y el acné.[9]

## Sinonimia
- Psoralea linearis Burm.f.
- Lebeckia linearis (Burm.f.) DC.
- Aspalathus cognata C.Presl
- Aspalathus corymbosa E.Mey. (1832)
- Aspalathus linearis subsp. pinifolia (Marloth) R.Dahlgren
- Borbonia pinifolia Marloth (1912)
- Aspalathus tenuifolia DC. (1825)[10]